# Chaiyaphum
15°48′20″N 102°01′52″Ø / 15.80556°N 102.03111°Ø
Chaiyaphum (tidliger Ban Luang thai ชัยภูมิ) er hovedstaden i provinsen Chaiyaphum i det nordøstlige Thailand (Isan-området). Benfolkingstallet var i (2005) 58.400.
Byen ligger  340 km nordøst for Bangkok. 
Byen var engang en station for khmer og laotiske tropper hvilket kan være grunden til at der i 1100-tallet blev bygget et sygehus. 
Senere blev byen underlagt det lokale fyrstedømme der havde hovedkvarter i Nakhon Ratchasima. Kommandøren Phraya Phakdi Chumphon overgav i 1824 byen til kong Jessadabodindra. Som tak blev han den første leder i byen, som nu fik navnet Chaiyaphum.